# كريستيان لوكا
كريستيان لوكا هو لاعب كرة قدم برازيلي في مركز الدفاع، ولد في 17 ديسمبر 1990 في Santo Ângelo ‏ في البرازيل. لعب مع Esporte Clube Internacional (SC) ‏.